# Alvis Saracen

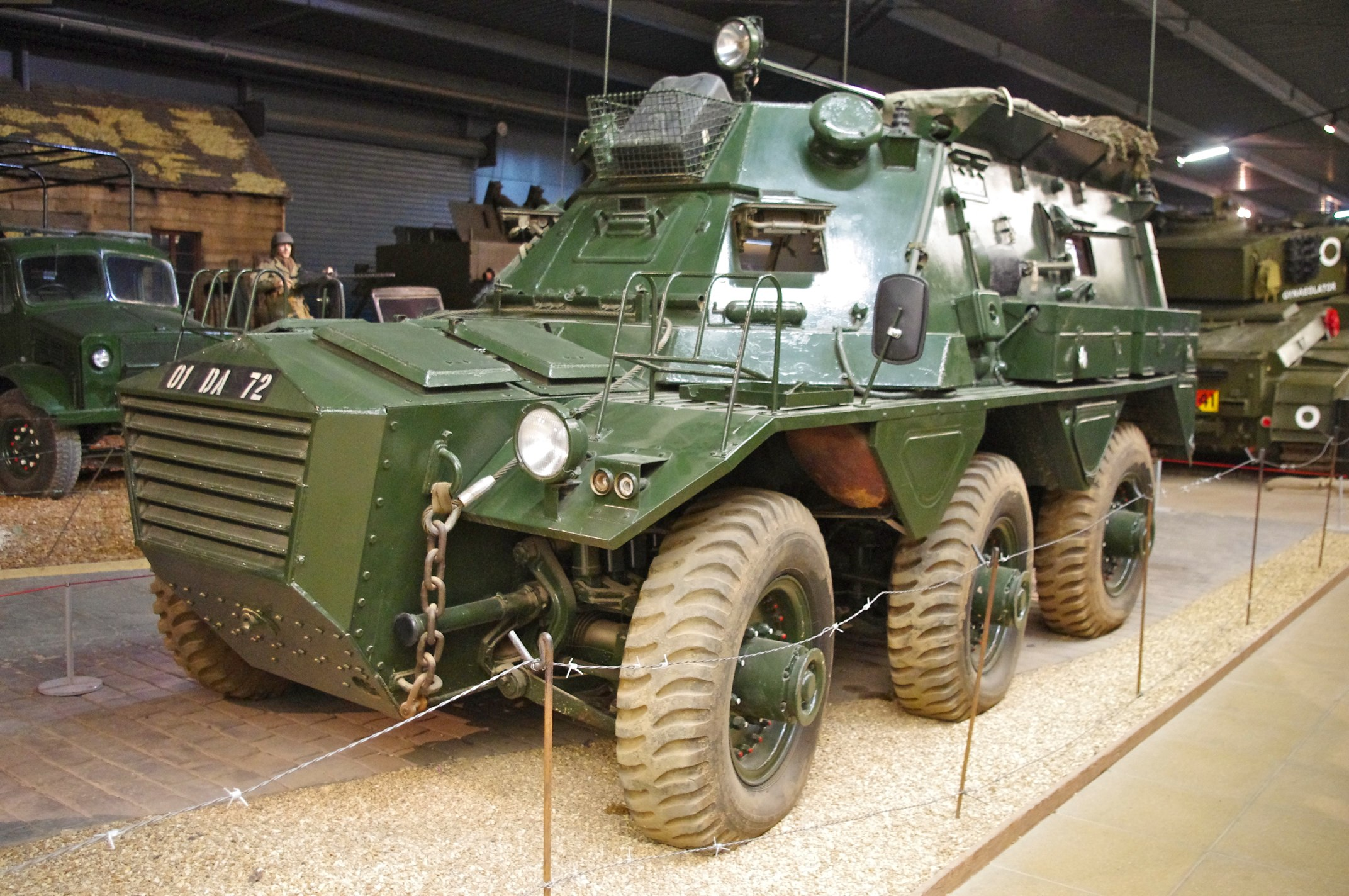
Alvis Saracen FV 610 APC

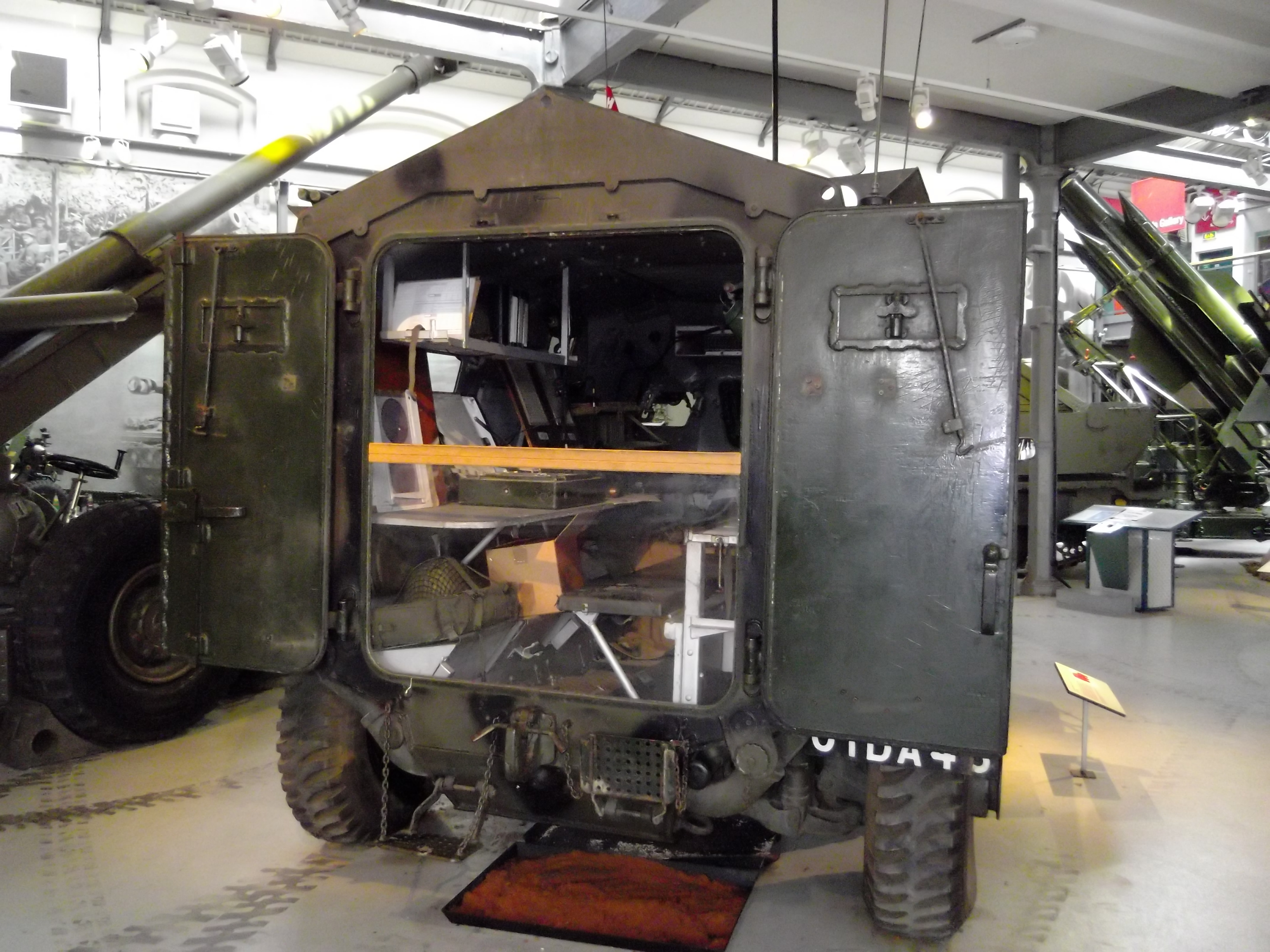
Achteraanzicht Alvis Saracen FV 610 APC

De Alvis Saracen is een Brits gepantserd infanterietransportvoertuig geproduceerd door Alvis. Het werd vooral gebruikt door het Britse leger en is ook veelvuldig ingezet in Noord-Ierland. In 1972 werd de productie gestaakt en in totaal zijn 1838 voertuigen geproduceerd.

## Historie
De Alvis Saracen was een pantserinfanterievoertuig. Het ontwerp was de eerste in een serie van vier voertuigen, de (Fighting Vehicle) FV 600 serie. Op hetzelfde chassis van de Saracen zijn ook de Alvis Salamander, Alvis Saladin en Alvis Stalwart gemaakt. Het chassis, ophanging en aandrijflijn waren in alle gevallen min of meer gelijk, maar de uitvoeringen verschilden wat betreft motor, versnellingsbak en remsysteem afhankelijk van de taak waarvoor de voertuigen bestemd waren.
De Saracen (FV 603) werd ontwikkeld om de infanterie naar en op het slagveld snel en beschermd te verplaatsen. De voertuigen die in de Tweede Wereldoorlog waren ingezet voldeden niet meer, vooral het ontbreken van een gepantserd dak werd als een groot nadeel ervaren. Het prototype van de Saracen kwam in 1952 beschikbaar en de eerste voertuigen kwamen in december 1952 uit de fabriek. Het Britse leger had het voertuig snel nodig om deze in te zetten in Maleisië in de guerrillastrijd die woedde van 1948 tot 1960.

## Beschrijving
Bij de Alvis Saracen was de watergekoelde motor voorin geplaatst. De motor was een Rolls-Royce B80 Mark 6A, achtcilinder benzinemotor met een vermogen van 160 pk bij 3750 toeren per minuut. De benzinetank had een maximale inhoud van 200 liter voldoende voor een bereik van zo’n 400 kilometer.
De romp was gemaakt van stalen platen die aan elkaar waren gelast. De dikte was maximaal 16 millimeter en dit bood alleen bescherming tegen granaatscherven en lichte wapens.
Het voertuig bood ruimte voor 11 personen, waarvan een chauffeur, commandant en radiobediener en acht infanteristen in het laadgedeelte. De bestuurder zat direct achter de motor in het midden. De commandant zat rechts van de bestuurder en de radiobediener links. De meeste modellen hadden een kleine koepel waarin een Browning M1919 machinegeweer was geplaatst. Dezelfde toren was ook gebruikt voor de Ferret 2 pantserwagen.
De infanteristen zaten met de rug tegen de kant en met de gezichten naar elkaar toe. Verder was op het dak aan de achterzijde van het voertuig een ringaffuit voor een Bren LMG. Aan de zijkanten waren schietgaten aangebracht waardoor de infanteristen naar buiten konden schieten. Aan de achterkant zaten twee deuren waardoor ze snel in of uit konden stappen. In beide achterdeuren zat ook een schietgat. Het voertuig was niet amfibisch maar kon zonder grote problemen water van 1 meter diep doorwaden. Het bood geen bescherming tegen NBC-wapens en nachtkijkers ontbraken waardoor alleen inzet overdag mogelijk was.

## Varianten
De Saracen werd in diverse uitvoeringen geproduceerd:
- FV 604 Armoured Command Vehicle (ACV): een gepantserd commandovoertuig met extra communicatiemiddelen. Naast de chauffeur was er ruimte voor twee militairen voor de communicatie en drie stafofficieren.[1]
- FV 610 Armoured Command Post Royal Artillery (ACP): bij deze variant ontbrak de toren en het voertuig kreeg een hoger dak om meer ruimte in het voertuig te maken. Het voertuig was 2,36 meter hoog. Dit voertuig had dezelfde functie als de FV 604, maar mobiliteit was minder belangrijk. De bemanning was identiek aan die van de ACV. Er was voldoende ruimte voor de batterijcommandant, plottafels en communicatiemiddelen. Aan de achterzijde was een mogelijkheid om een canvastent aan het voertuig te bevestigen.[2]
- FV 611 Ambulance: deze had dezelfde opbouw als de FV 610, maar bood ruimte aan 10 zittende gewonden of drie liggende en twee zittenden. De bemanning bestond uit een chauffeur en gewondenverzorger.[2]

## Versies
- Mark 1 Het eerste model met drie deuren in de toren.
- Mark 2 De toren kreeg twee deuren. De achterste deur in de toren kon worden neergeklapt en diende gelijk als zitplaats voor de commandant.
- Mark 3 Geschikt voor inzet in tropische gebieden.
- Mark 4 Alleen een prototype van gemaakt en niet in productie gekomen.
- Mark 5 Mark 1 of Mark 2 voertuig met extra pantser voor inzet in Noord-Ierland.
- Mark 6 Mark 3 met extra pantser ook voor inzet in Noord-Ierland.

De versies worden ook met letters aangeduid, de Mark 3 staat ook bekend met de letter C als toevoeging.

## Inzet
Het voertuig is tussen 1952 en 1972 in productie geweest. In totaal zijn er 1838 exemplaren van gemaakt. Begin jaren 70 werden de voertuigen uit actieve dienst gehaald. Ze werden veelal aangepast om dienst te doen in Noord-Ierland gedurende The Troubles. Buiten het Britse leger werden de voertuigen gebruikt in onder andere Jordanië, Libanon, Qatar, Verenigde Arabische Emiraten en Nigeria. Libië heeft ook een bestelling geplaatst, maar deze voertuigen zijn nooit geleverd. Ze werden aangepast voor gebruik in Noord-Ierland. Het Britse leger nam na de Saracen de volrups FV 432-pantserinfanterievoertuig in gebruik.

## Naslagwerk
- (en)  Munro, Bill Alvis Saracen Family, uitgeverij: Crowood Press Limited, 2002, ISBN 9781861265371